# تريفور هارلي
تريفور هارلي (بالإنجليزية: Trevor Harley)‏ هو عالم نفس بريطاني، ولد في 1958 في لندن في المملكة المتحدة.

## وصلات خارجية
- الموقع الرسمي